# Aa Kirke

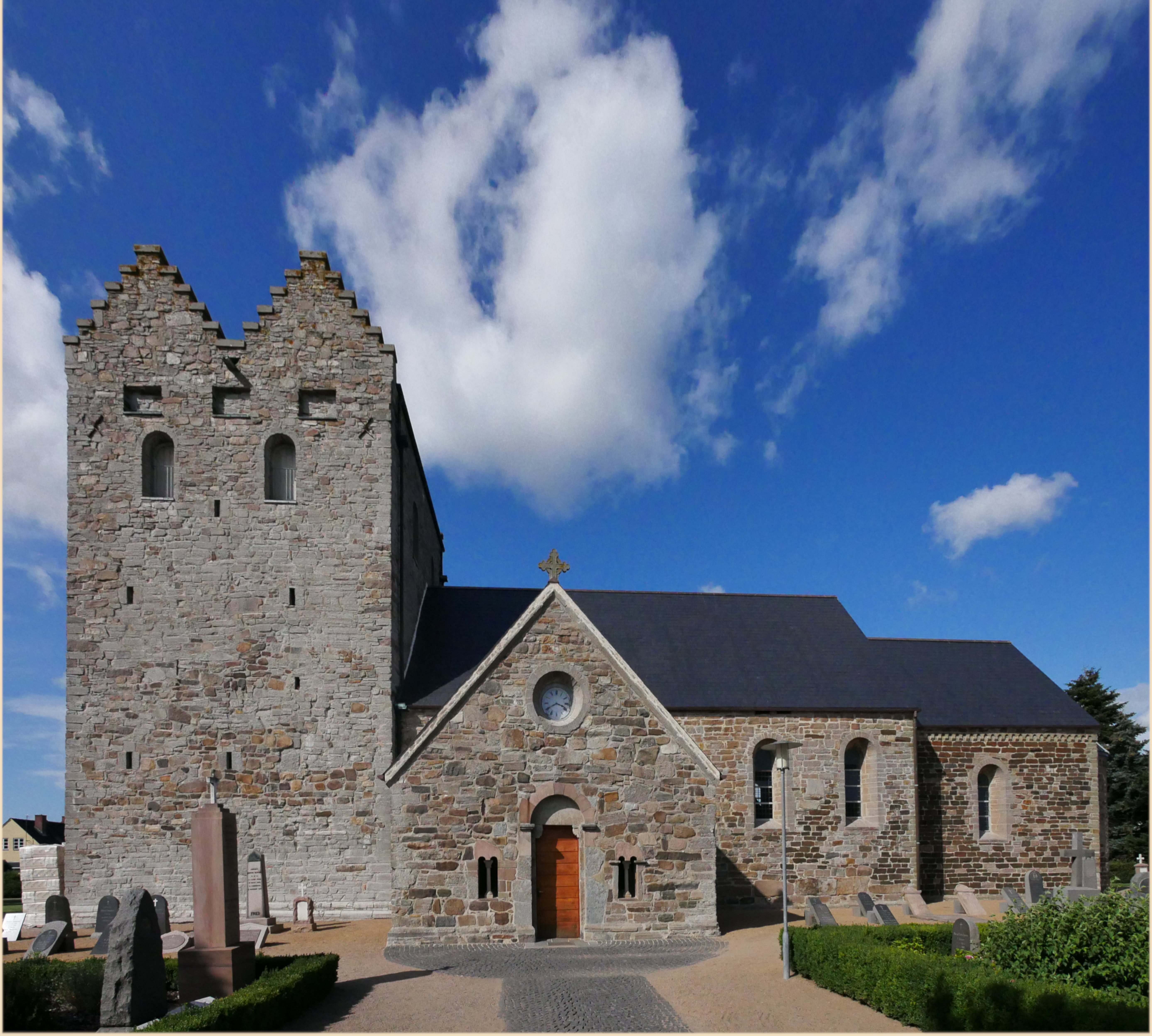
Aa Kirke

Die Aa Kirke (wörtlich übersetzt Bach-Kirche, benannt nach zwei in der Nähe vorbeifließenden Bächen) ist die größte und wohl auch älteste Kirche auf Bornholm. In der einstigen Hauptkirche der Insel tagte viele Jahrhunderte das Bornholmer Landsting. Die Kirche liegt in der nach ihr benannten Kleinstadt Aakirkeby. Patron der Kirche ist Johannes der Täufer, sie hieß ursprünglich Sankt Hans Kirke.

## Baugeschichte
Die Kirche wurde in romanischer Waldemarszeit in der zweiten Hälfte des 12. Jahrhunderts in mehreren Bauphasen aus Grünsandstein und Silurkalk im romanischen Stil erbaut; am ältesten sind Chor und Apsis, am jüngsten das Waffenhaus (ca. 1200–1225), eine der wenigen romanischen Vorhallen in Dänemark. Der Kirchturm hat zwei querstehende Satteldächer mit kleinen Staffelgiebeln.

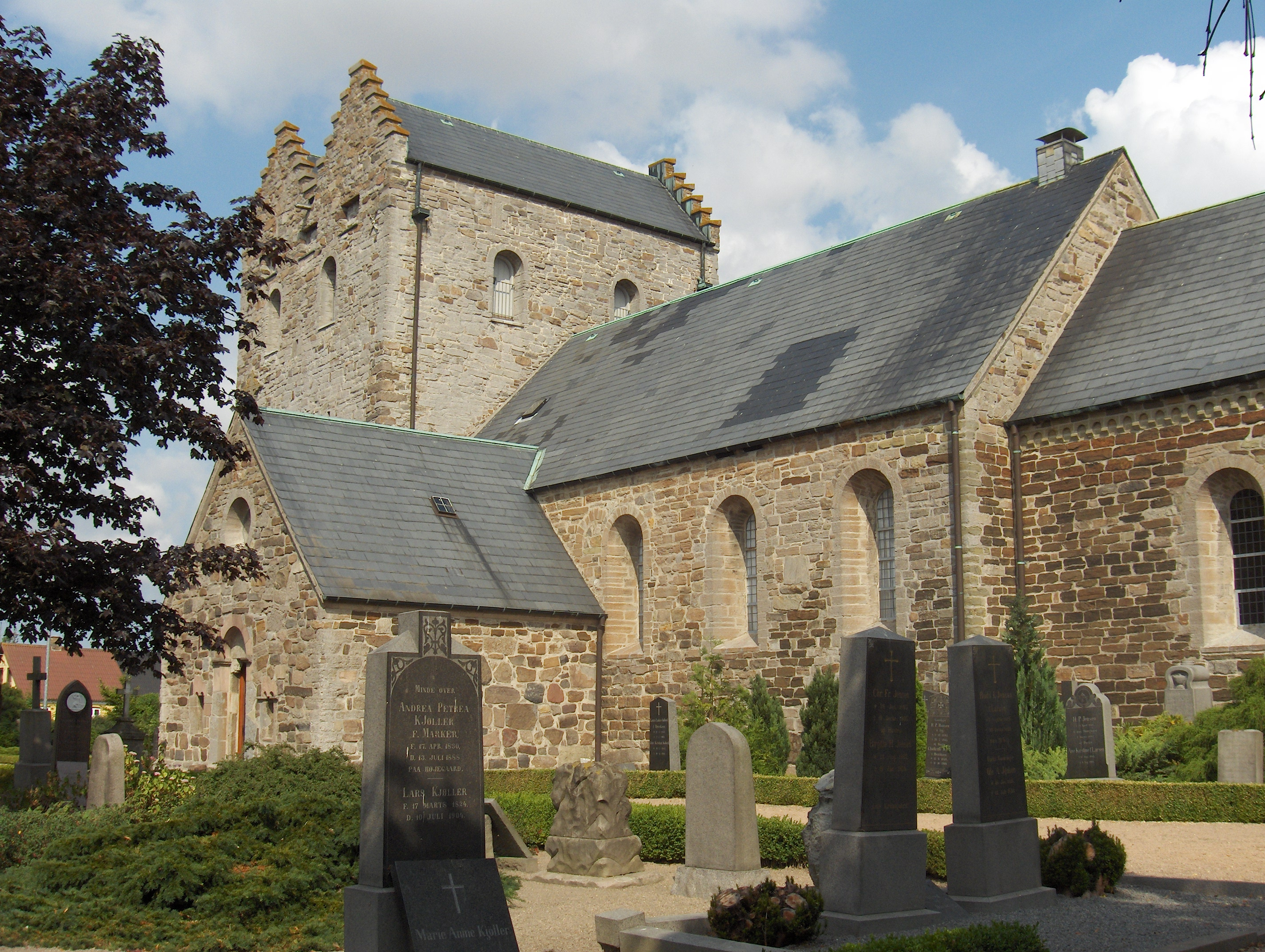
Kirche von Südosten
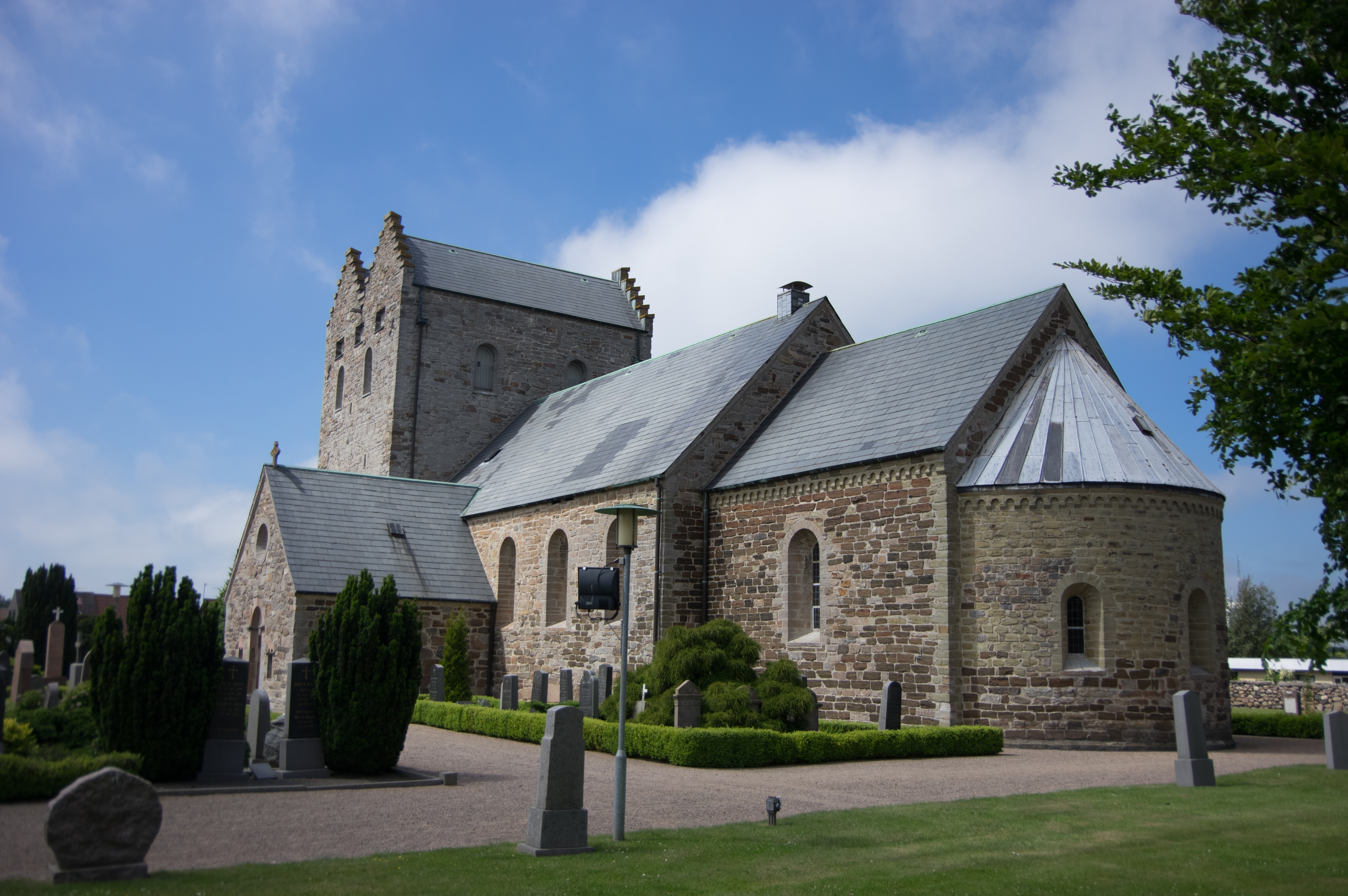
Kirche von Osten
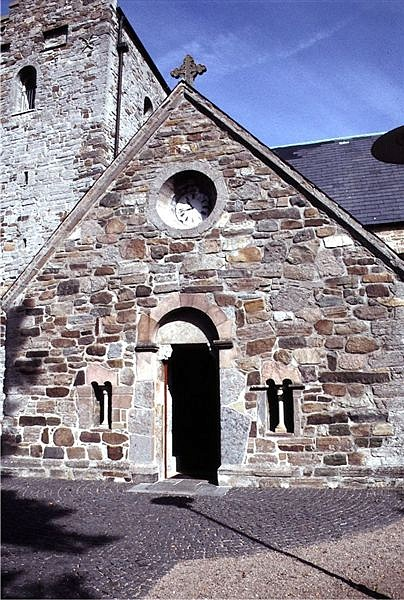
Romanisches Waffenhaus
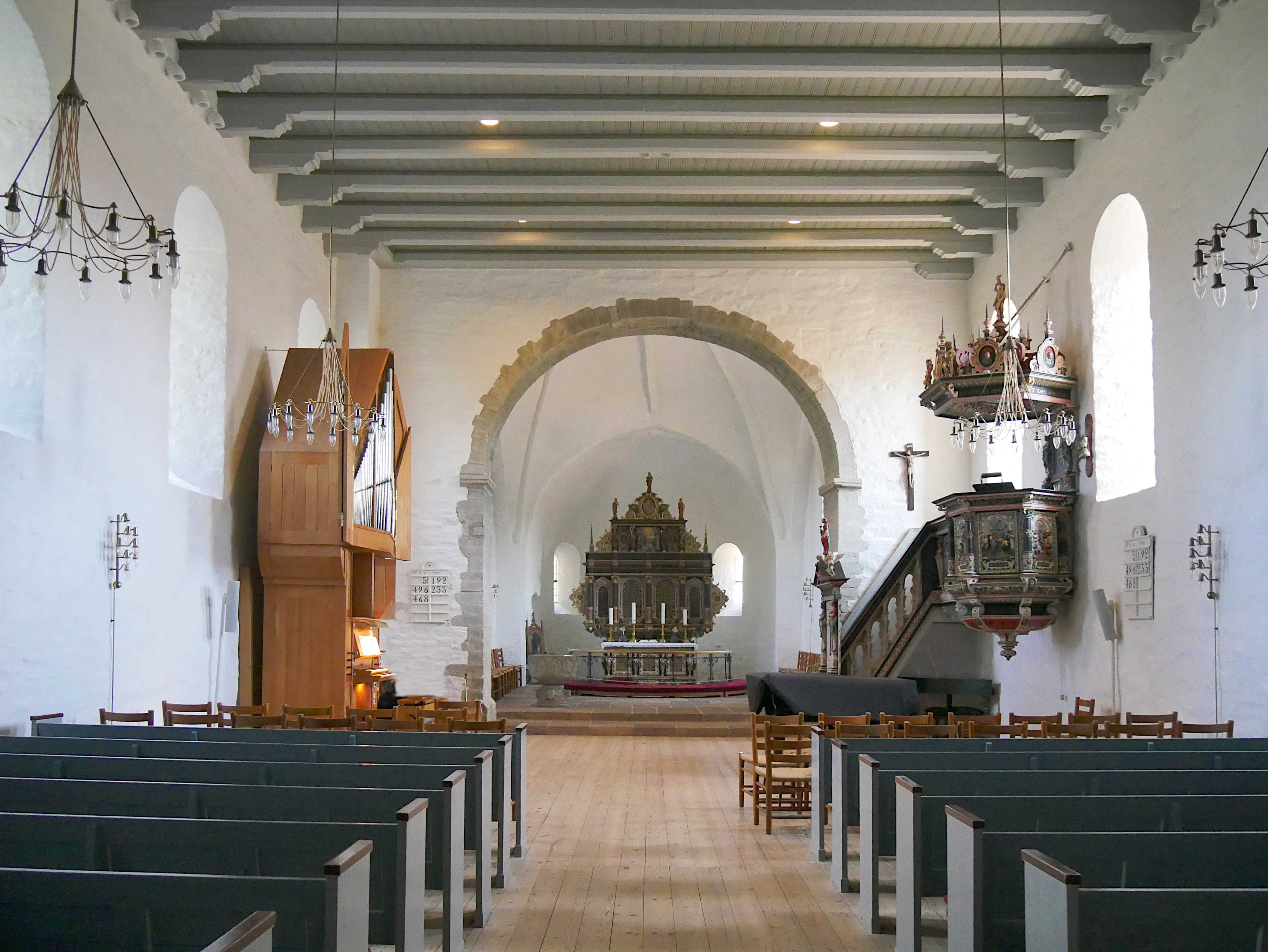
Kirchenschiff Blick nach Osten
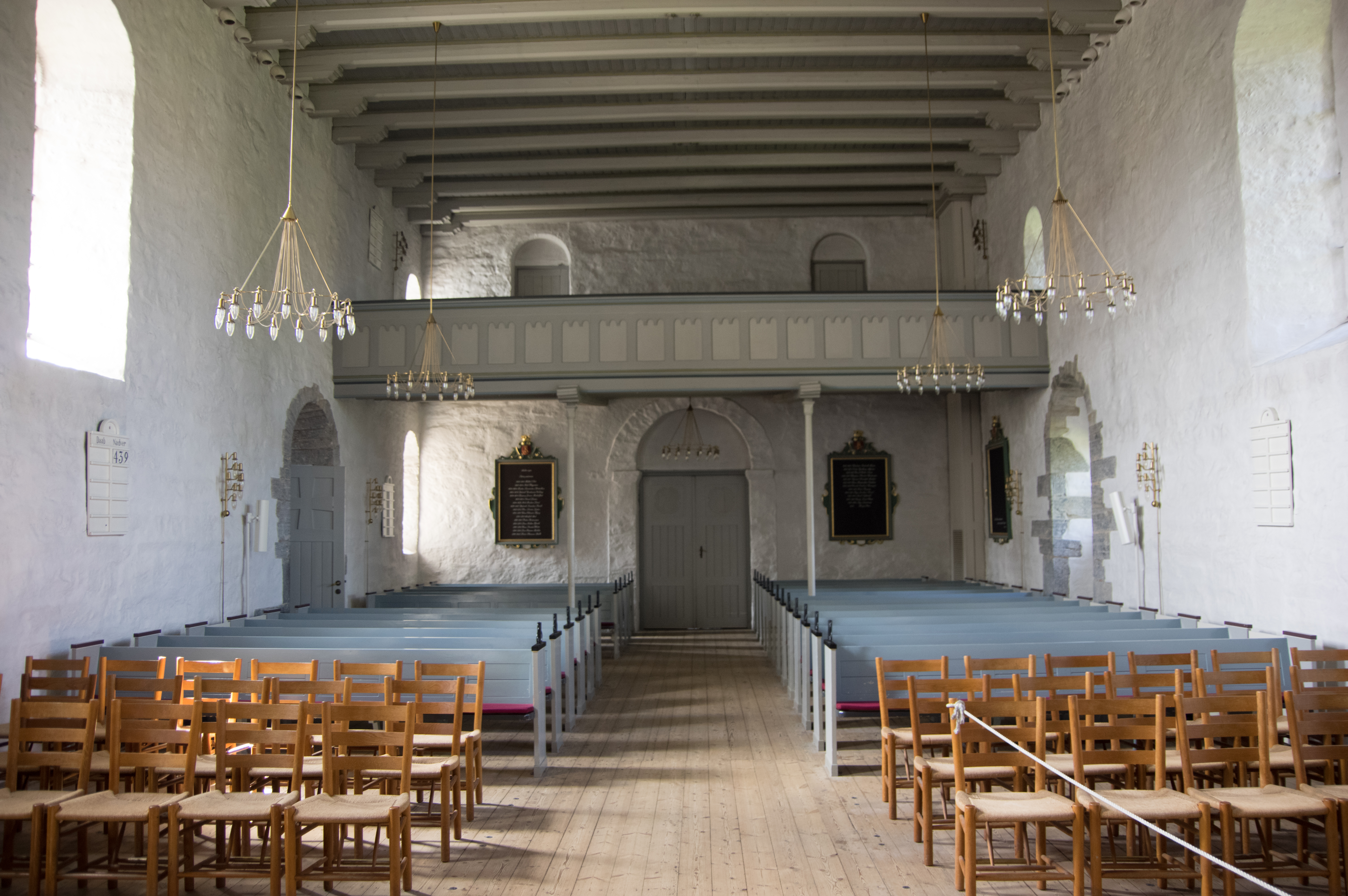
Kirchenschiff Blick nach Westen

## Ausstattung
Wertvollste Ausstattung ist das Taufbecken des gotländischen Meisters Sighraf aus sprödem Sandstein von ca. 1200.
Im Waffenhaus befindet sich eine Grabplatte mit den Halbreliefen einer männlichen Person und zwei weiblichen Personen, ein Runenstein und ein Votivbild mit einer Kreuzigung und Stiftern.

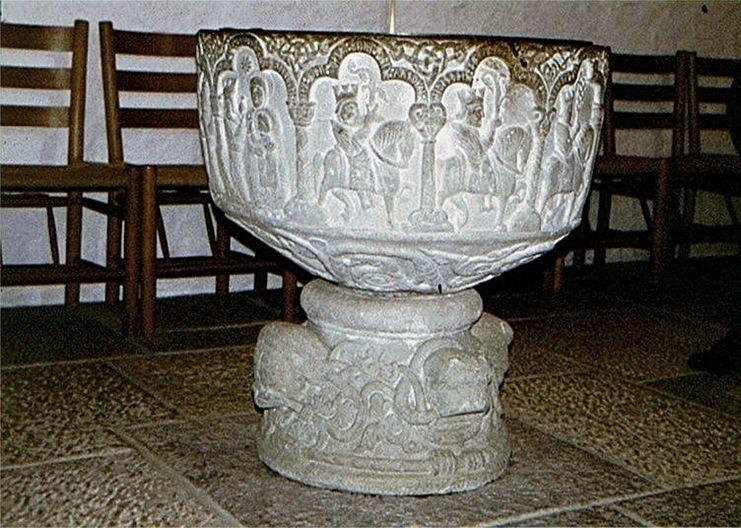
Das Taufbecken: Abreise der Könige
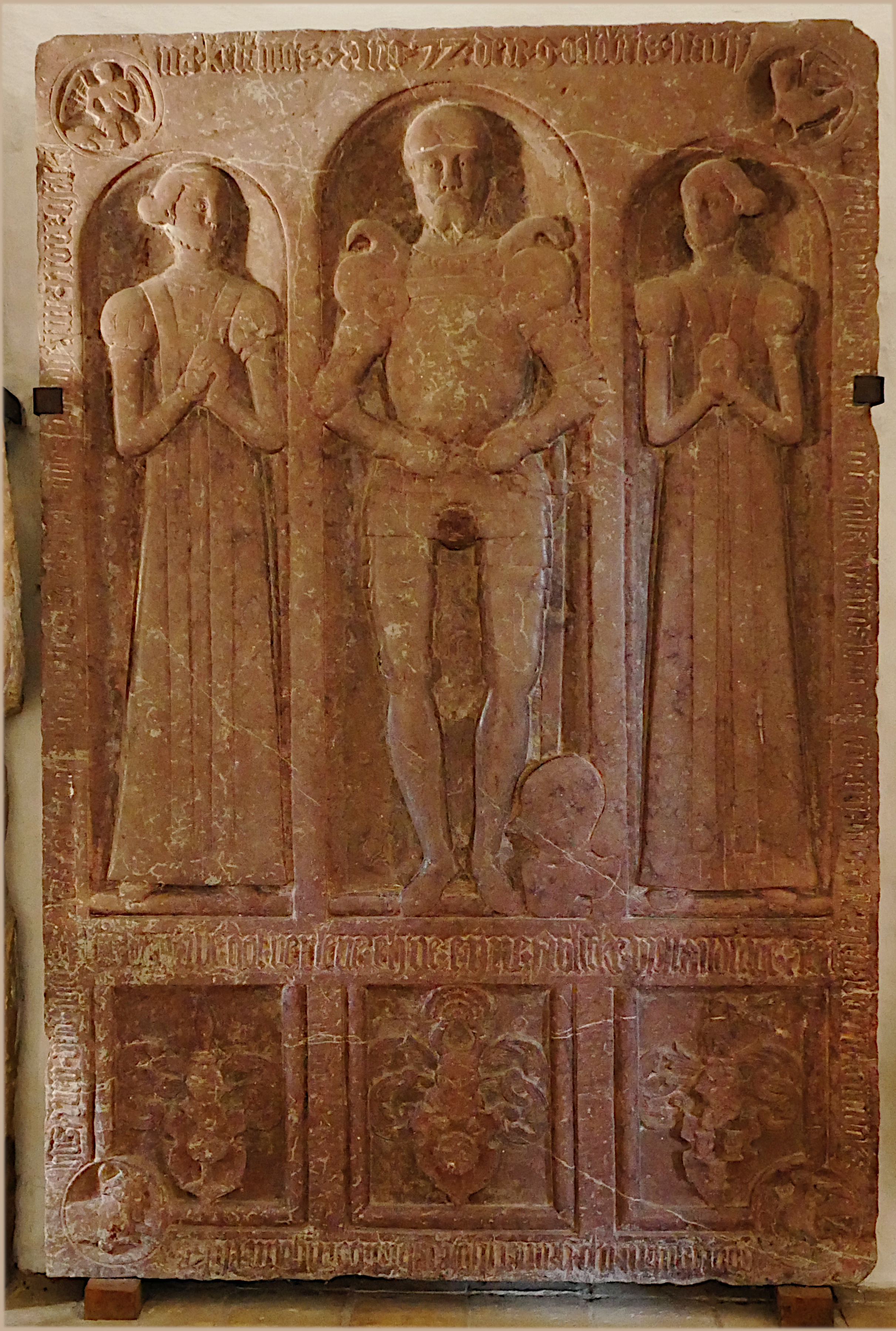
Grabplatte
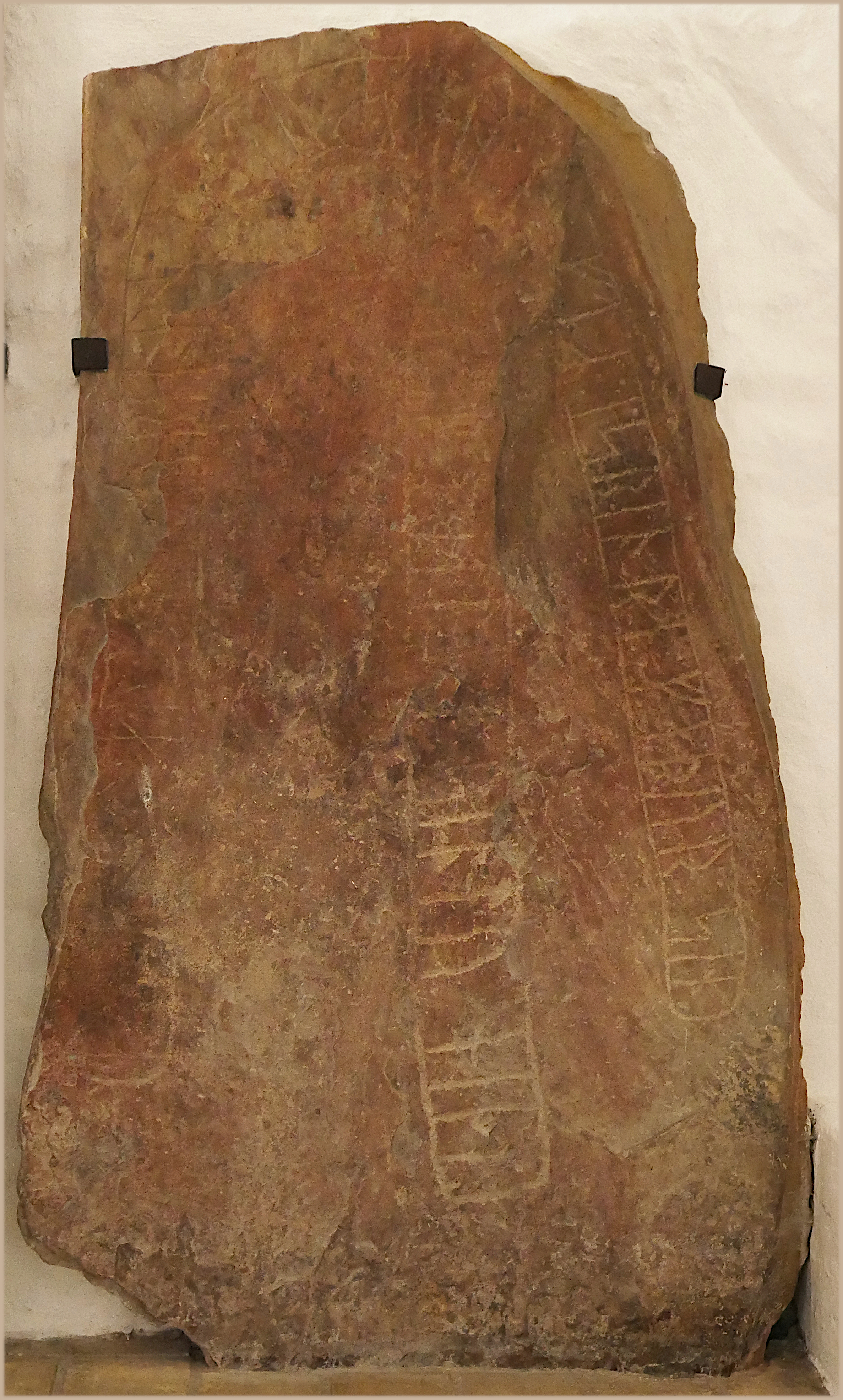
Runenstein
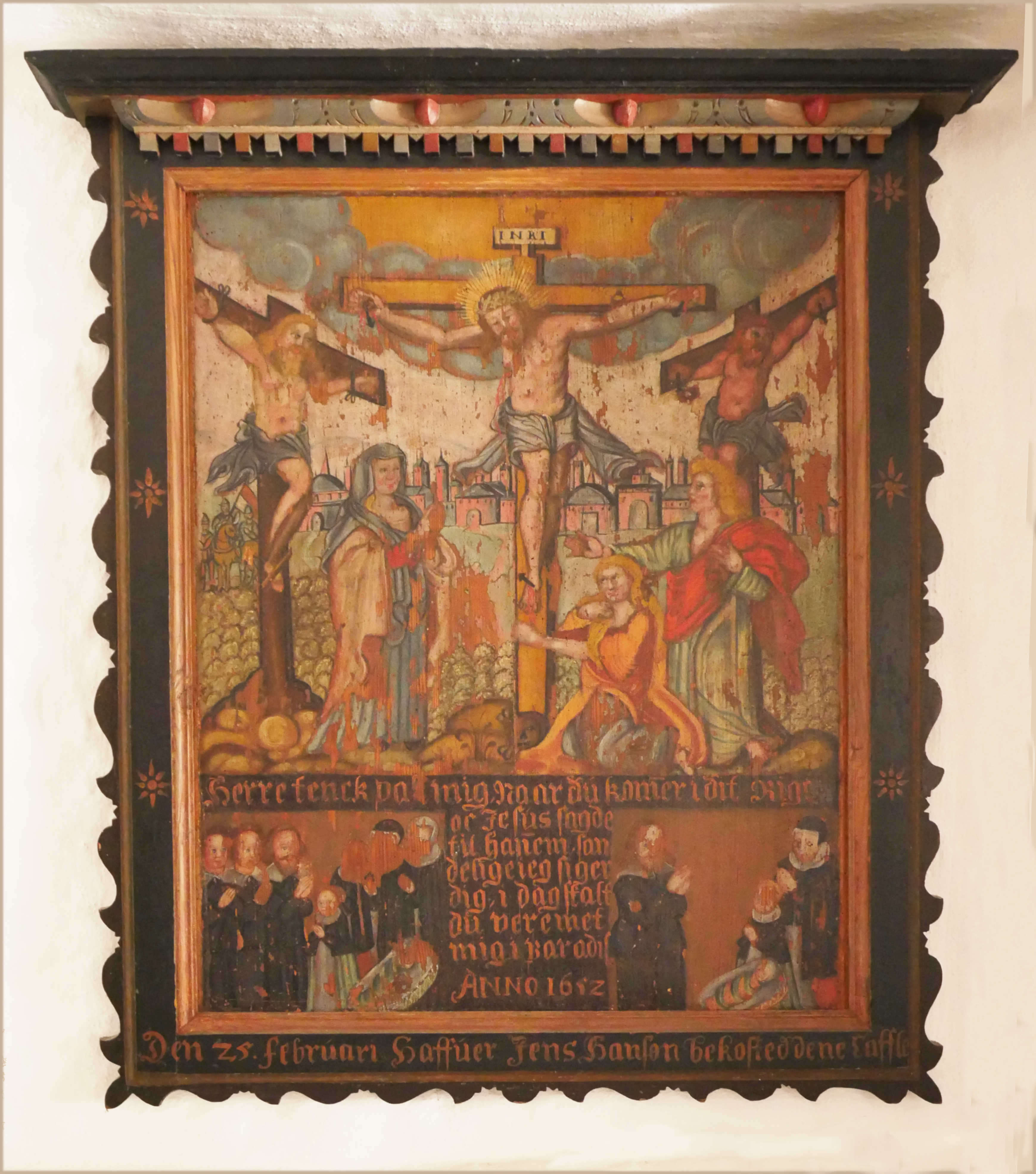
Kreuzigung mit Stiftern

Die Hochrenaissance-Kanzel ist ein Werk des Schonischen Bildhauers Jacob Kremberg vom Anfang des 17. Jahrhunderts. Sie besteht aus fünf Fächern mit farbig gefassten Reliefs der Geburt Christi, Kreuzigung, Auferstehung, Himmelfahrt und des Pfingstwunders. Darüber befindet sich ein sechseckiger Schalldeckel mit Figuren und Wappen-Kartuschen.

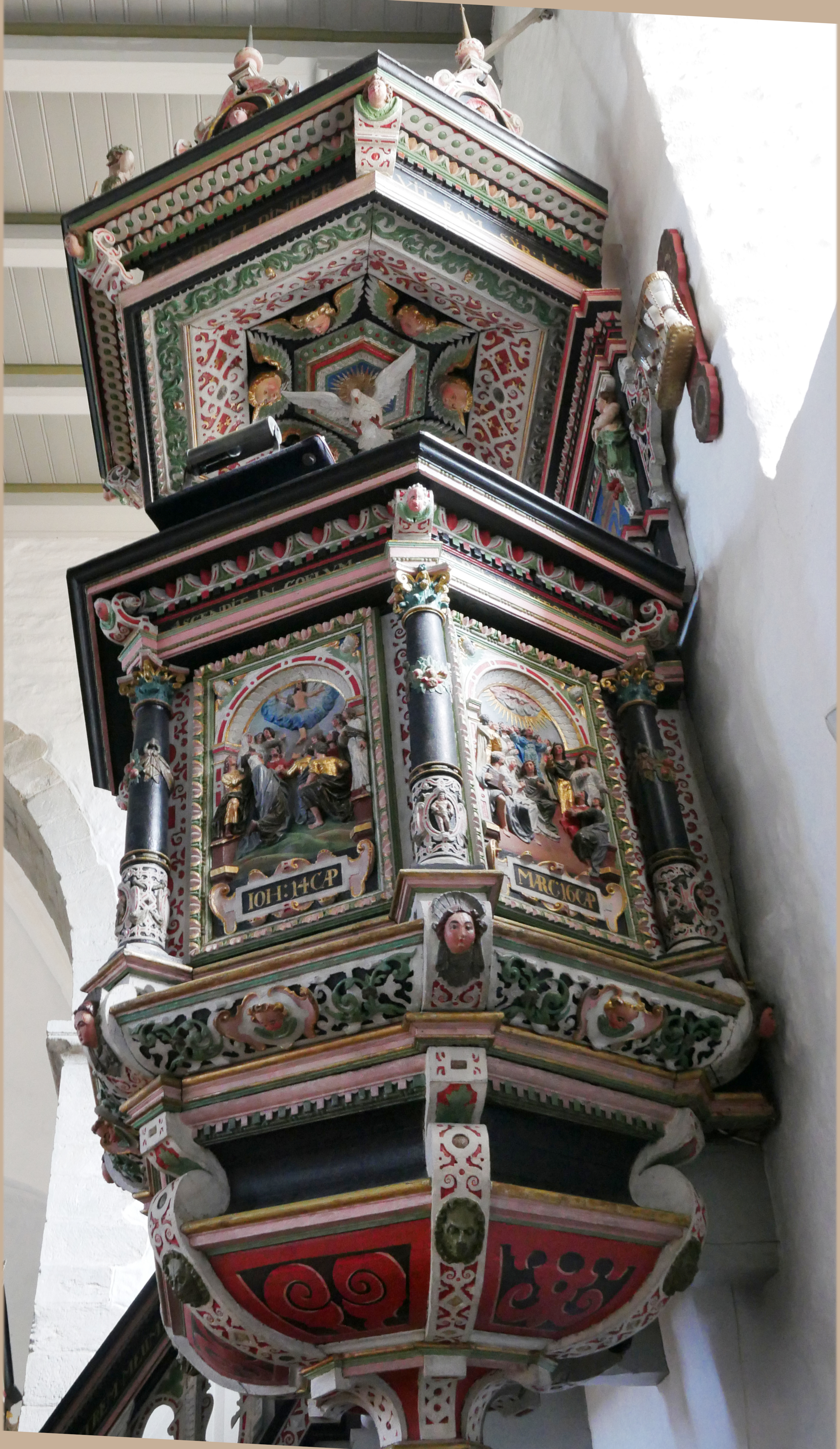
Die Kanzel von unten
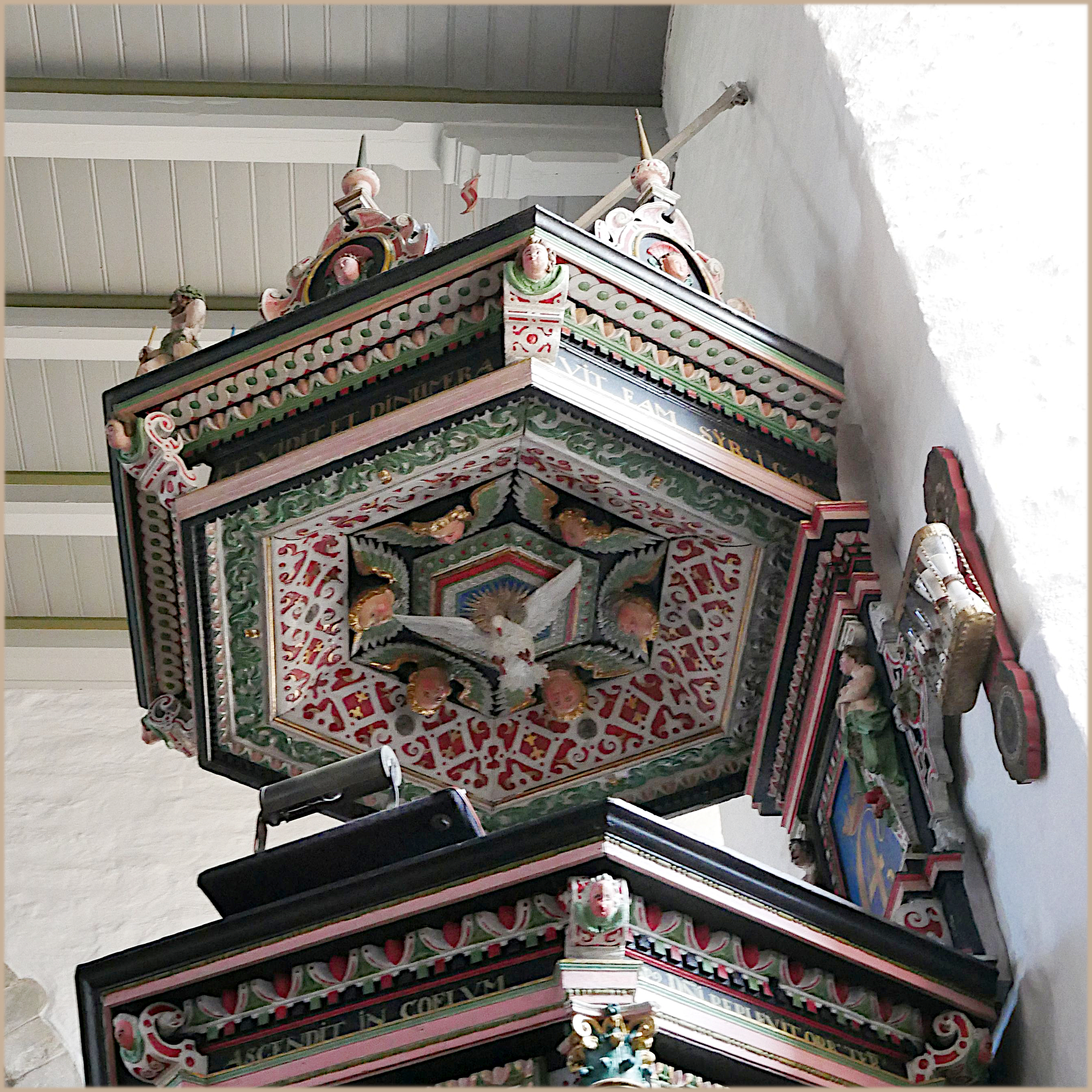
Schalldeckel mit dem Heiligen Geists als Taube
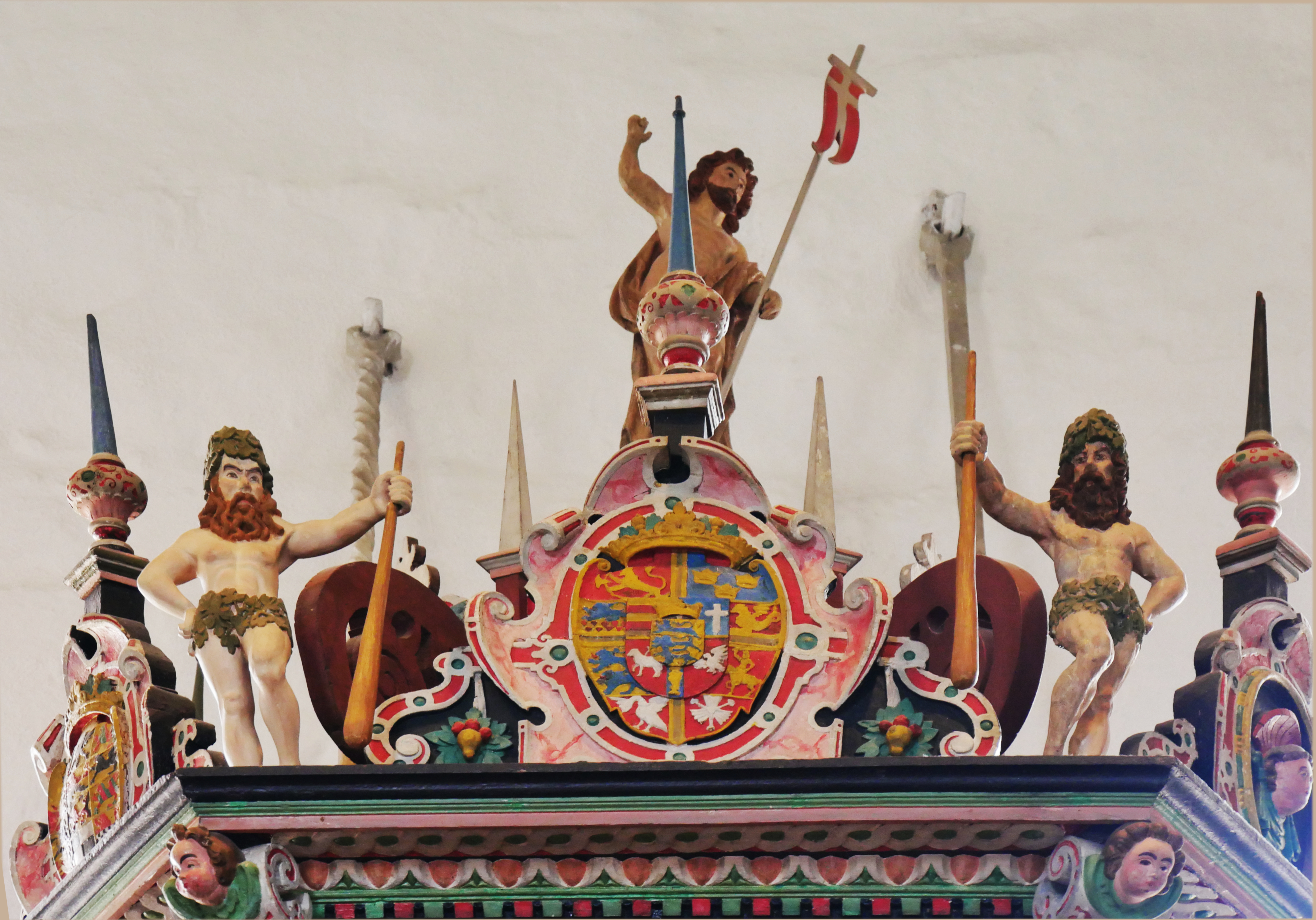
Schalldeckel mit zwei Riesen und dem auferstandenen Christus
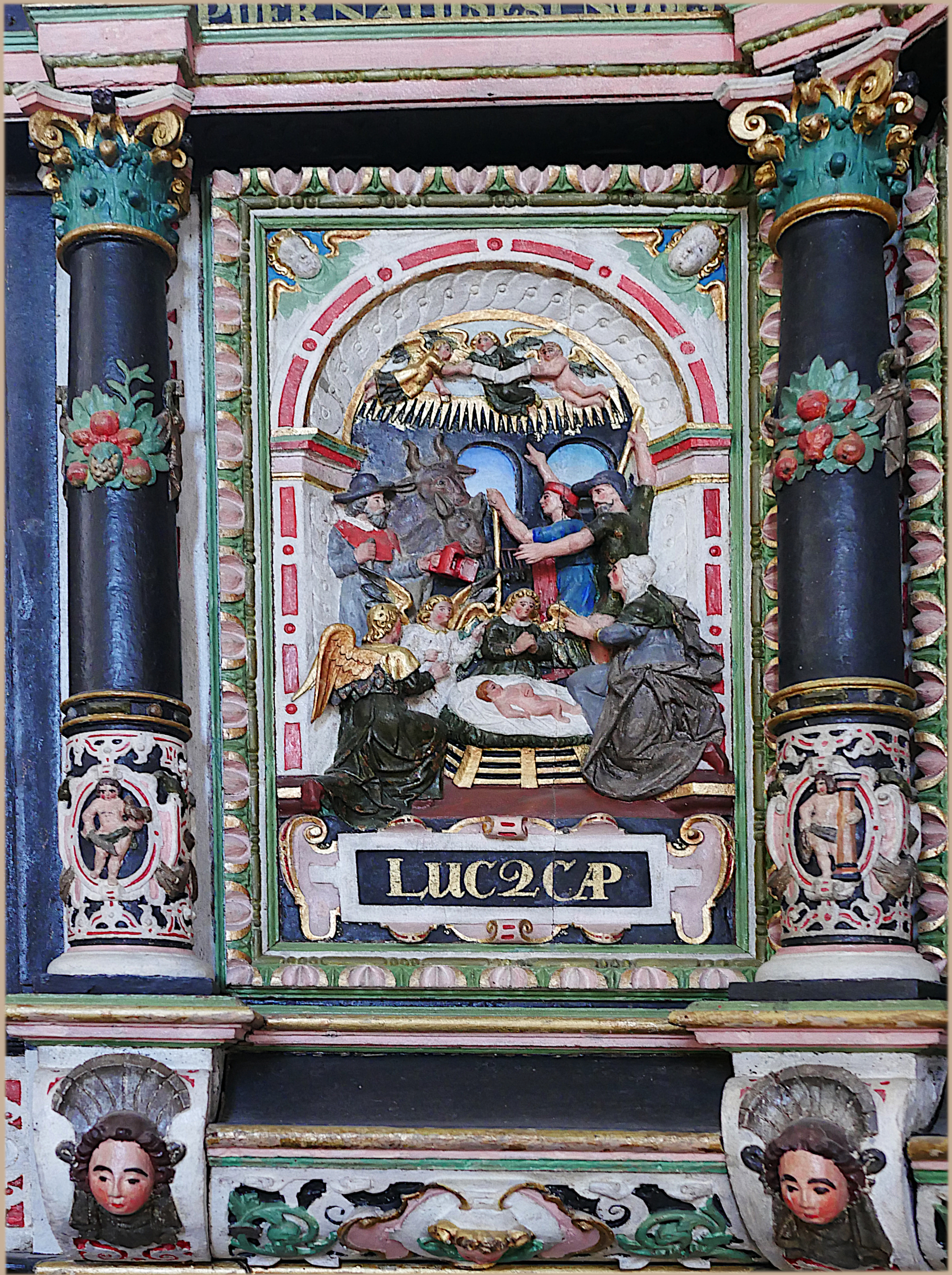
Weihnachten
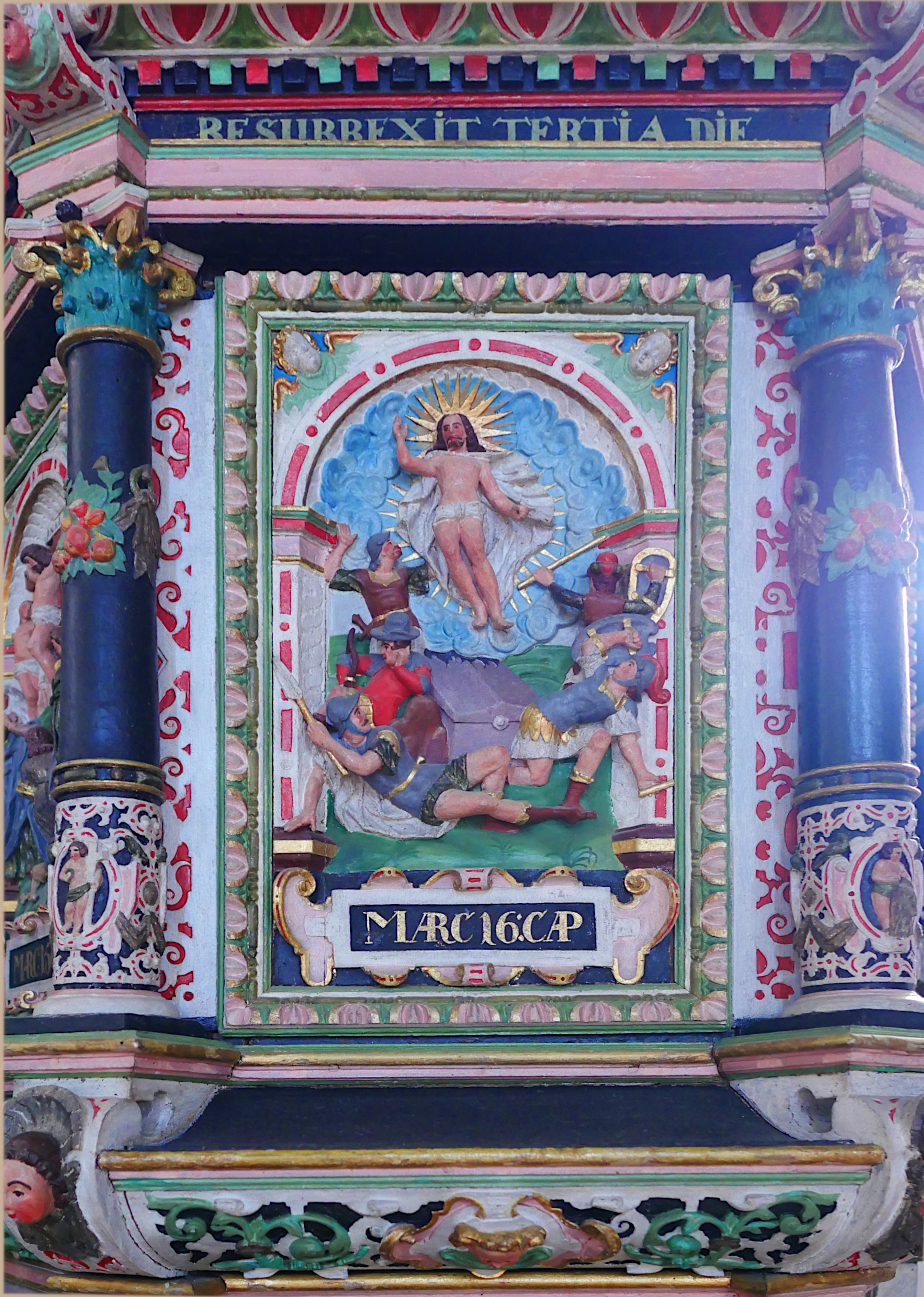
Auferstehung Christi
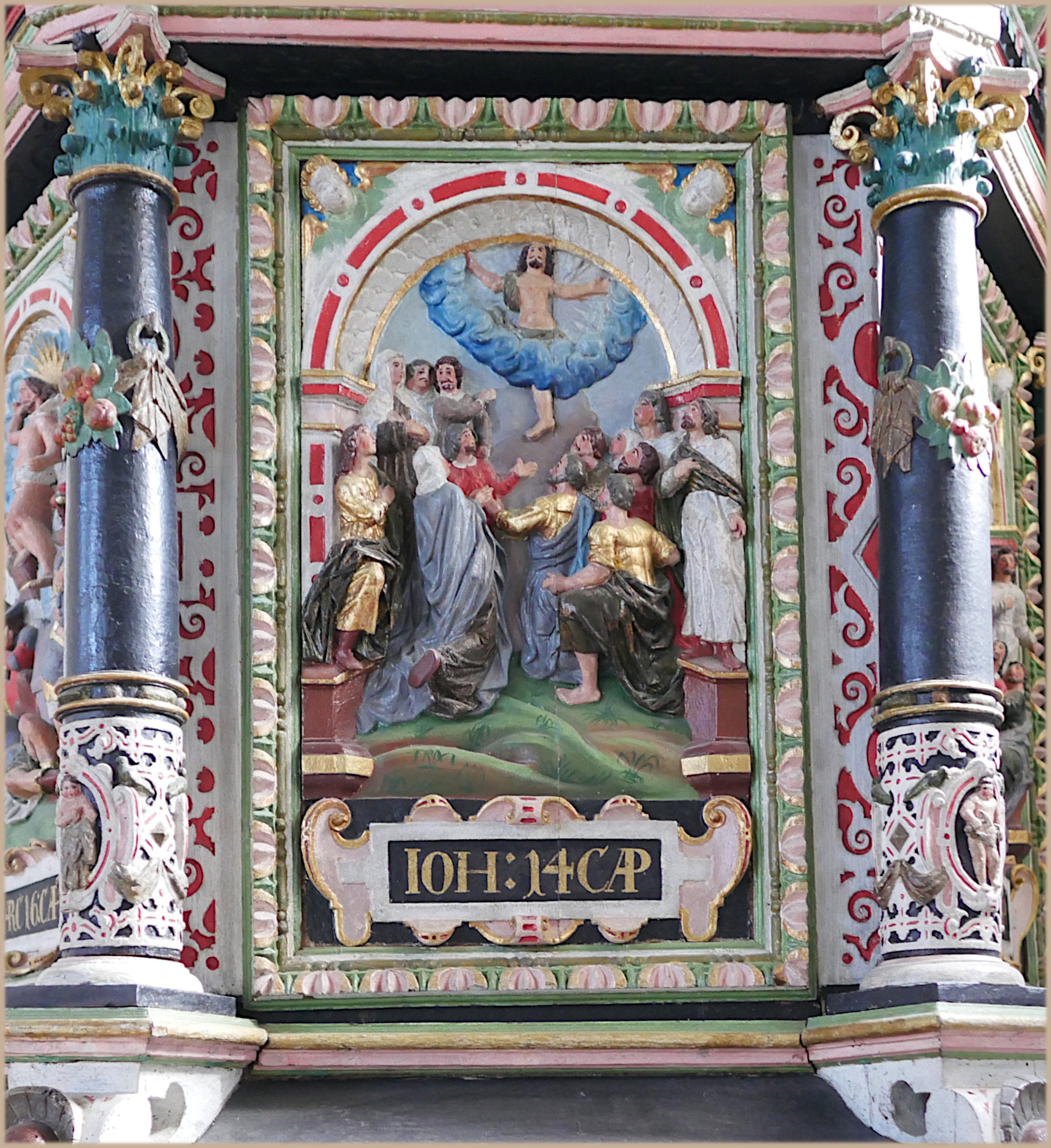
Himmelfahrt Christi
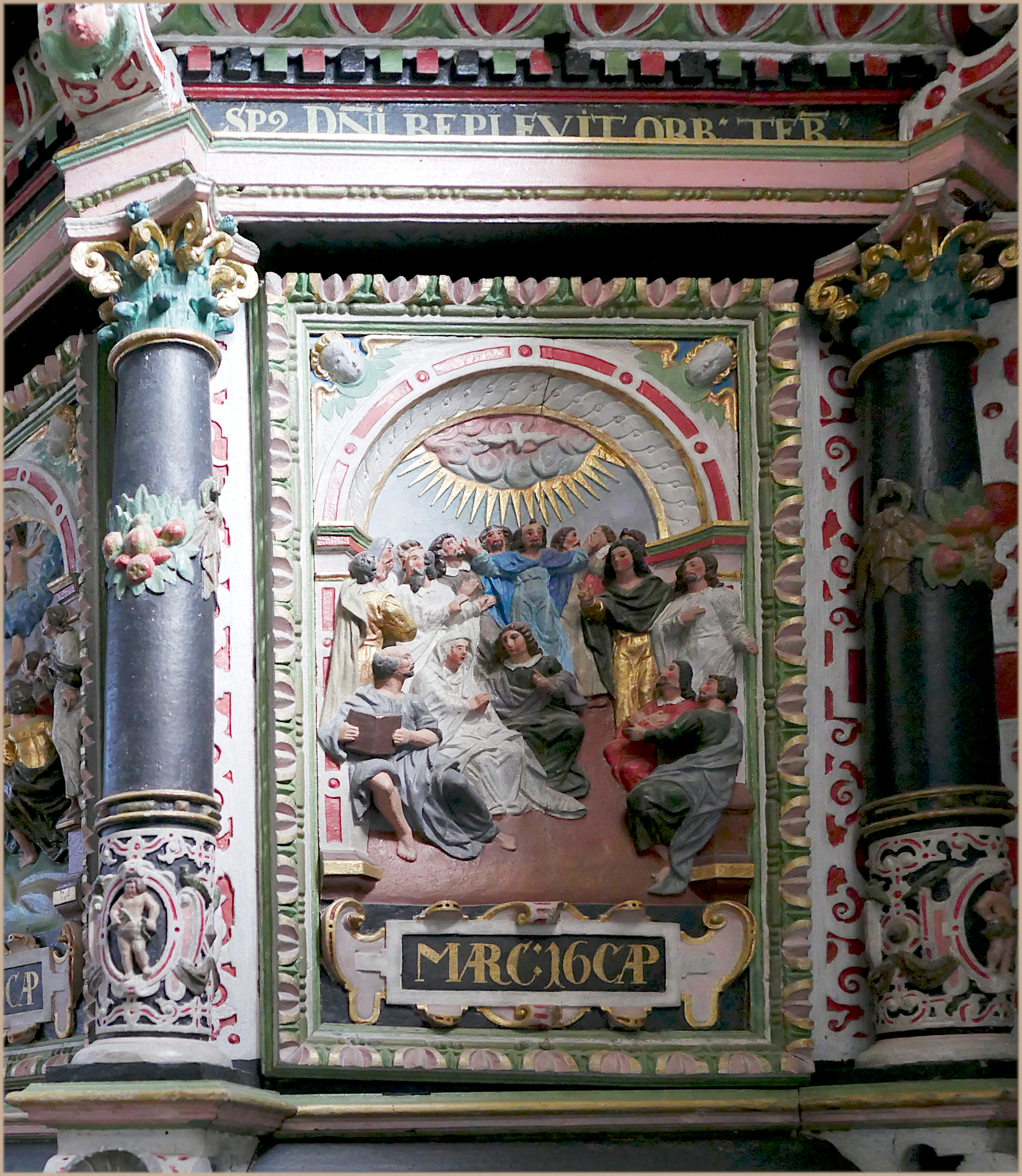
Pfingstwunder

Der Altar mit der Jahreszahl 1608 stammt ebenfalls aus der Werkstatt von Jacob Kremberg. Das Altarretabel zeigt im Hauptfeld ein Kruzifix, flankiert von korinthischen Säulen und Arkadenfeldern mit goldener Schrift, welche die Einsetzungsworte des Abendmahls auf Dänisch und Joh 6  und 1 Joh 1,7  auf Lateinisch zitieren. Das darüber befindliche Feld zeigt mittig ein Relief der Taufe Christi; seitlich sind vier Hermen zu sehen, welche Klugheit, Stärke, Gerechtigkeit und Mäßigung symbolisieren. Das Oberstück des Altars zeigt in einer Kartusche das dänische Reichswappen.

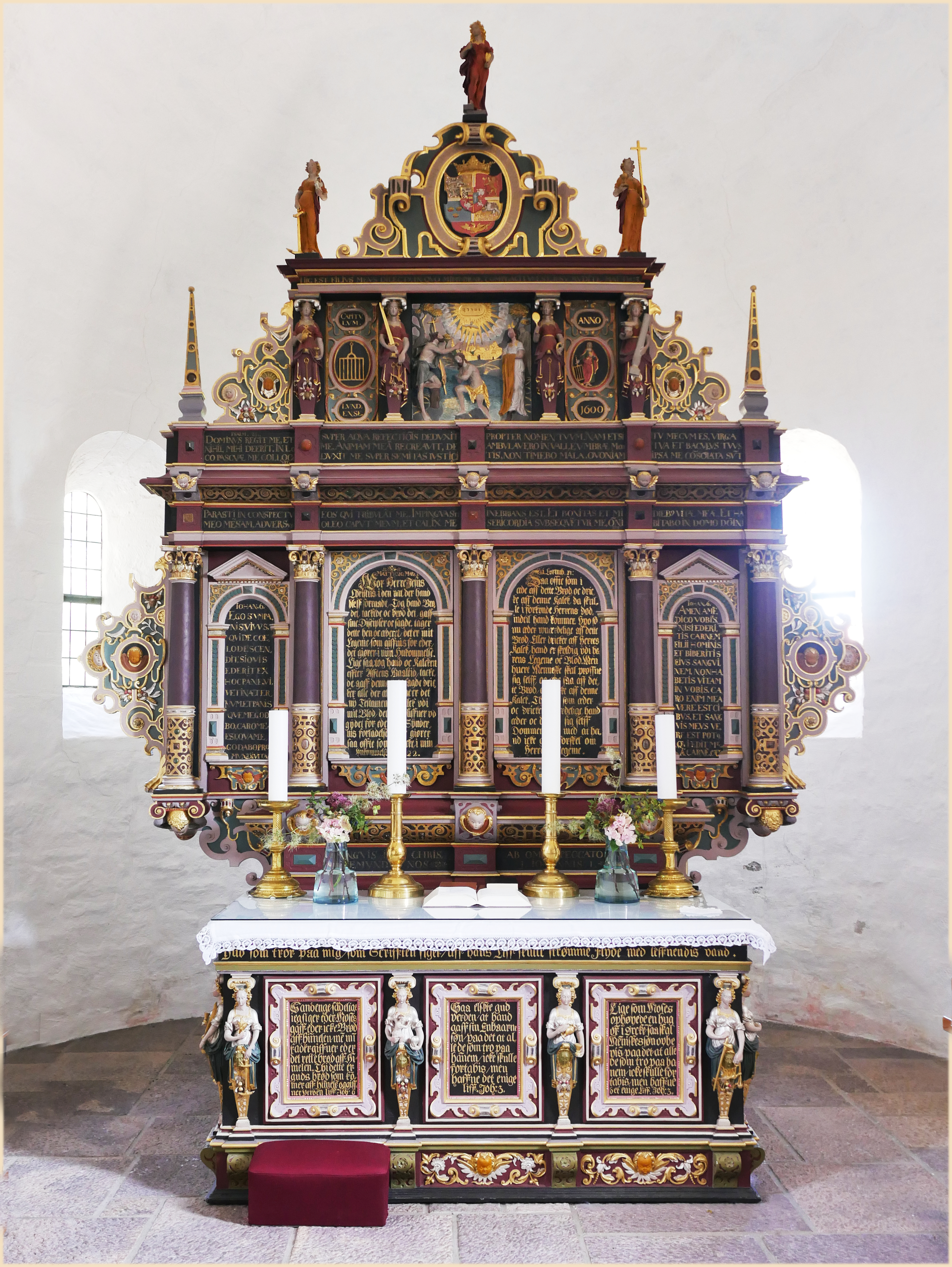
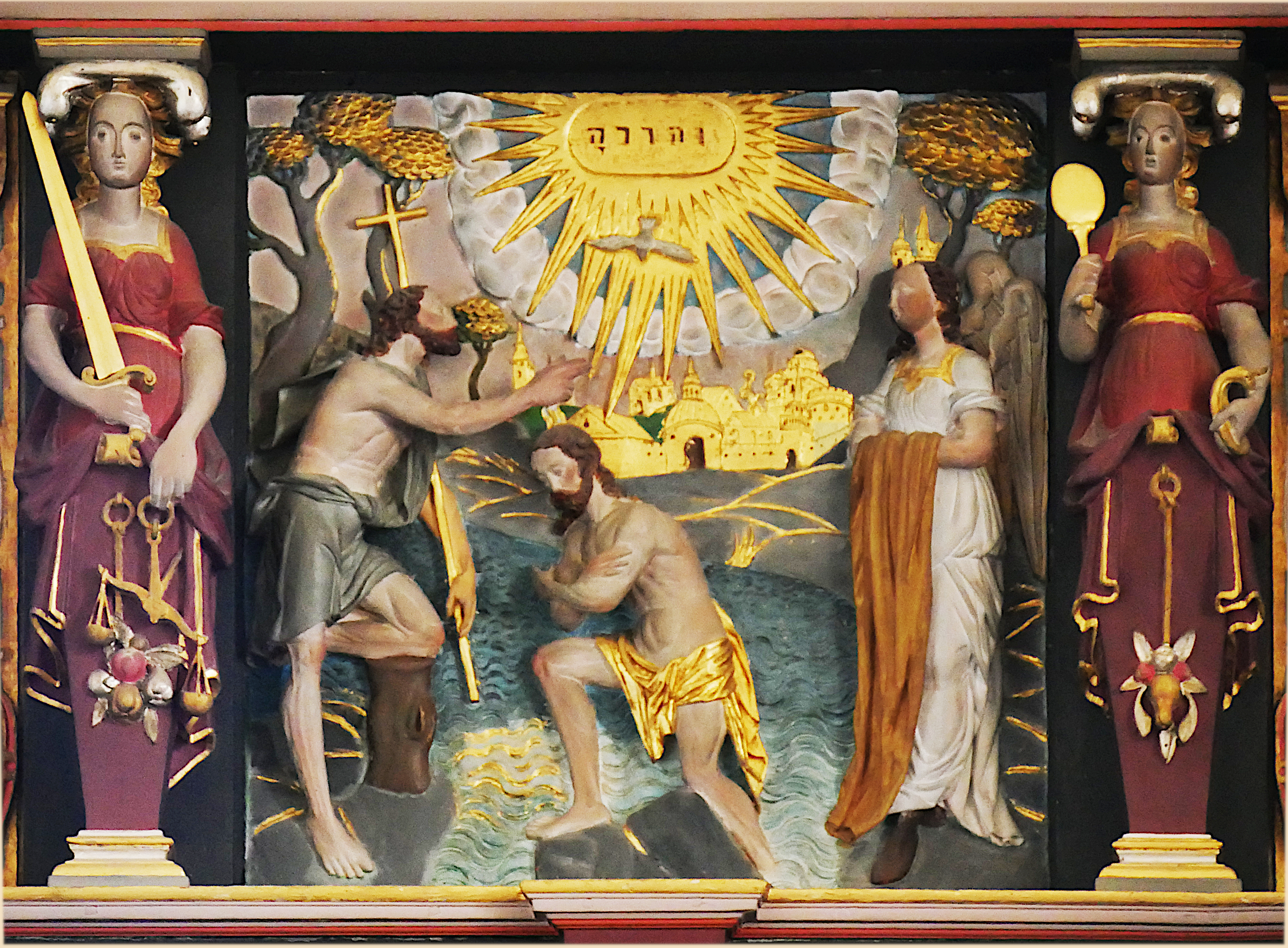
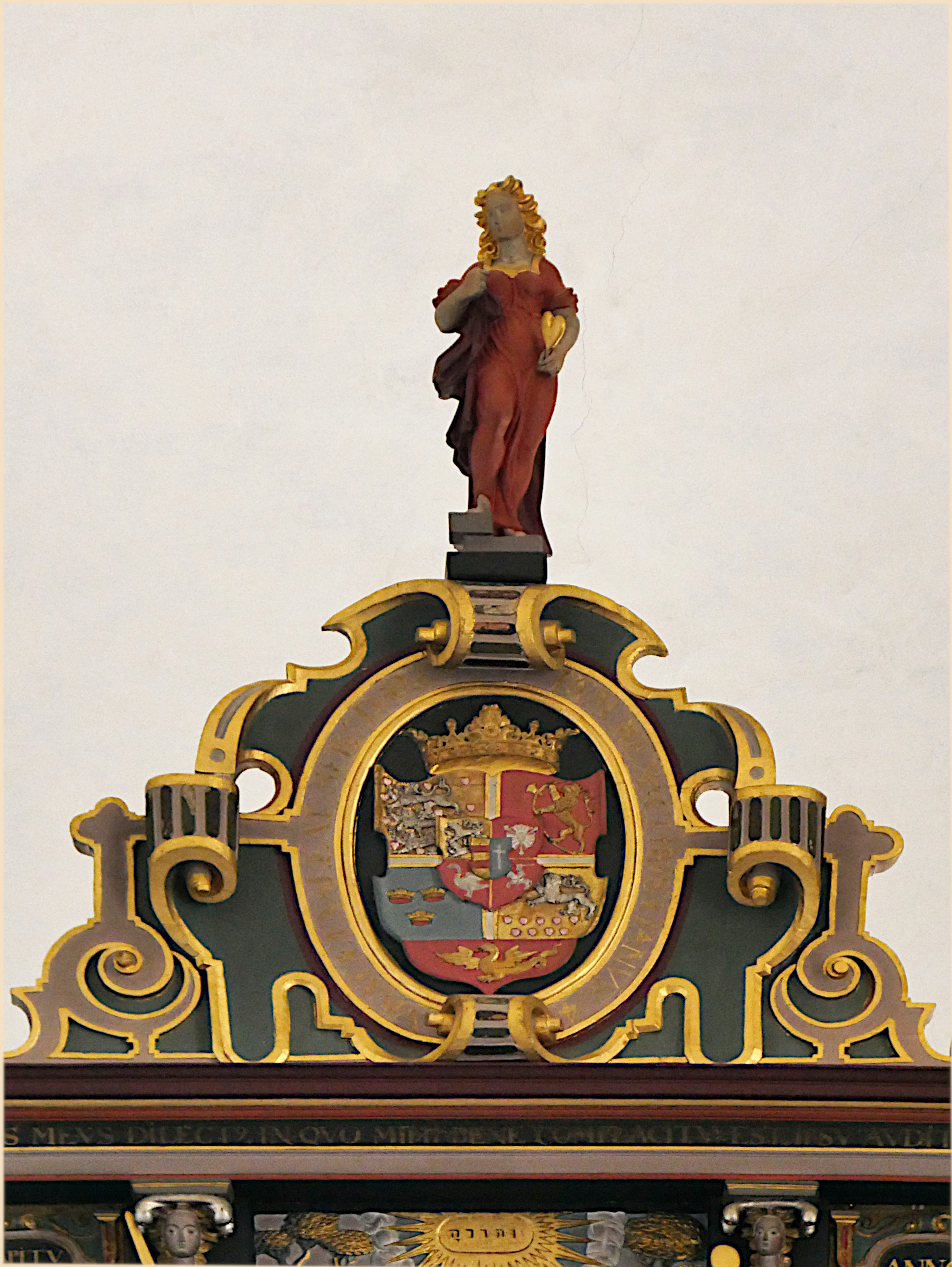

Die Orgel wurde 1965 von Marcussen & Søn erbaut und verfügt über 15 Register auf zwei Manualen und Pedal. Sie ersetzt eine Orgel mit 16 Registern von I. Starup aus dem Jahr 1941.